# Sanagasta (departamento)

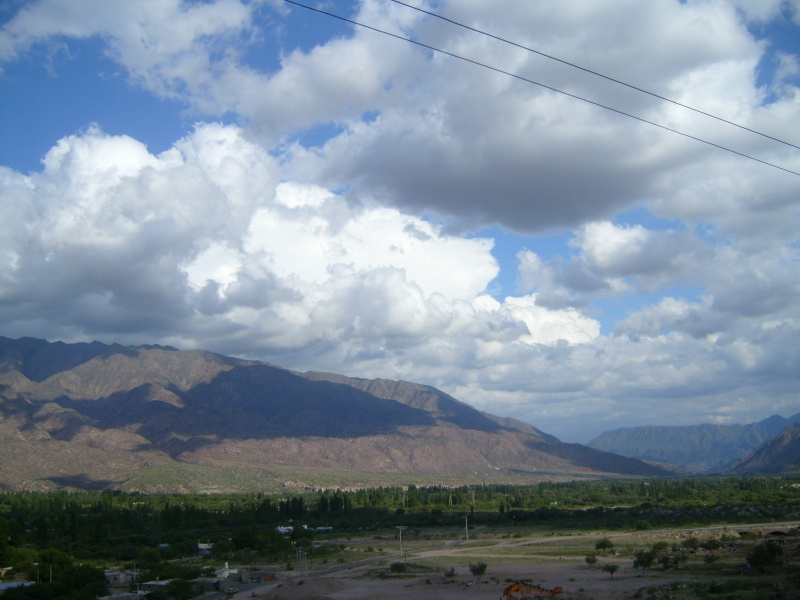
Vista de Sanagasta

Departamento Sanagasta é um departamento da província de La Rioja, na Argentina. A principal localidade desse departamento é Villa Sanagasta.